# Mount Larsen
Mount Larsen – szczyt położony na Ziemi Wiktorii na Antarktydzie.

## Geografia
Mount Larsen leży na Ziemi Wiktorii na Antarktydzie; ok. 5 km na południowy zachód od Hansen Nunatak przy czole lodowca Reeves Glacier. Szczyt wznosi się na wysokość 1560 m n.p.m. i charakteryzuje się stromymi granitowymi zboczami po stronie północnej. 

## Historia
Szczyt został odkryty podczas Brytyjskiej Narodowej Ekspedycji Antarktycznej (1901–1904) pod kierownictwem Roberta F. Scotta (1868–1912). Scott nazwał górę na cześć norweskiego wielorybnika i badacza polarnego Carla Antona Larsena (1860–1924).